# Museo Nazionale Romano
Il Museo Nazionale Romano è un museo statale italiano con sede a Roma; ospita collezioni riguardanti la storia e la cultura della città in epoca antica. È di proprietà del Ministero della cultura, che dal 2016 lo ha annoverato tra gli istituti museali dotati di autonomia speciale.
Originariamente inaugurato nel 1889, il museo aveva sede nelle Terme di Diocleziano e nel contiguo monastero della Basilica di Santa Maria degli Angeli e dei Martiri, ricavato da strutture appartenenti allo stesso complesso termale. Negli anni 1990 il museo fu oggetto di profonda riprogettazione e riallestimento, che hanno portato alla suddivisione delle opere tra la sede originaria e altre tre sedi espositive:
- Terme di Diocleziano (sezioni di epigrafia, di pre- e proto-storia e dei grandi monumenti pubblici e funerari);
- Palazzo Massimo (sezione di arte antica e collezione numismatica e di oreficeria);
- Palazzo Altemps (sezione del collezionismo archeologico rinascimentale);
- Crypta Balbi (sezione della storia di Roma alto-medievale e di archeologia urbana, esemplificata dalla cripta stessa).[5]

Il museo è considerato da alcuni testi uno dei più importanti del mondo, anche perché conserva alcuni capolavori assoluti della scultura antica, tra cui il Pugile in riposo, il Principe ellenistico, la Niobide ferita, il Galata suicida, e, dalla collezione Ludovisi: il Trono, l'Acrolito e il Grande sarcofago.

## Storia e collezioni

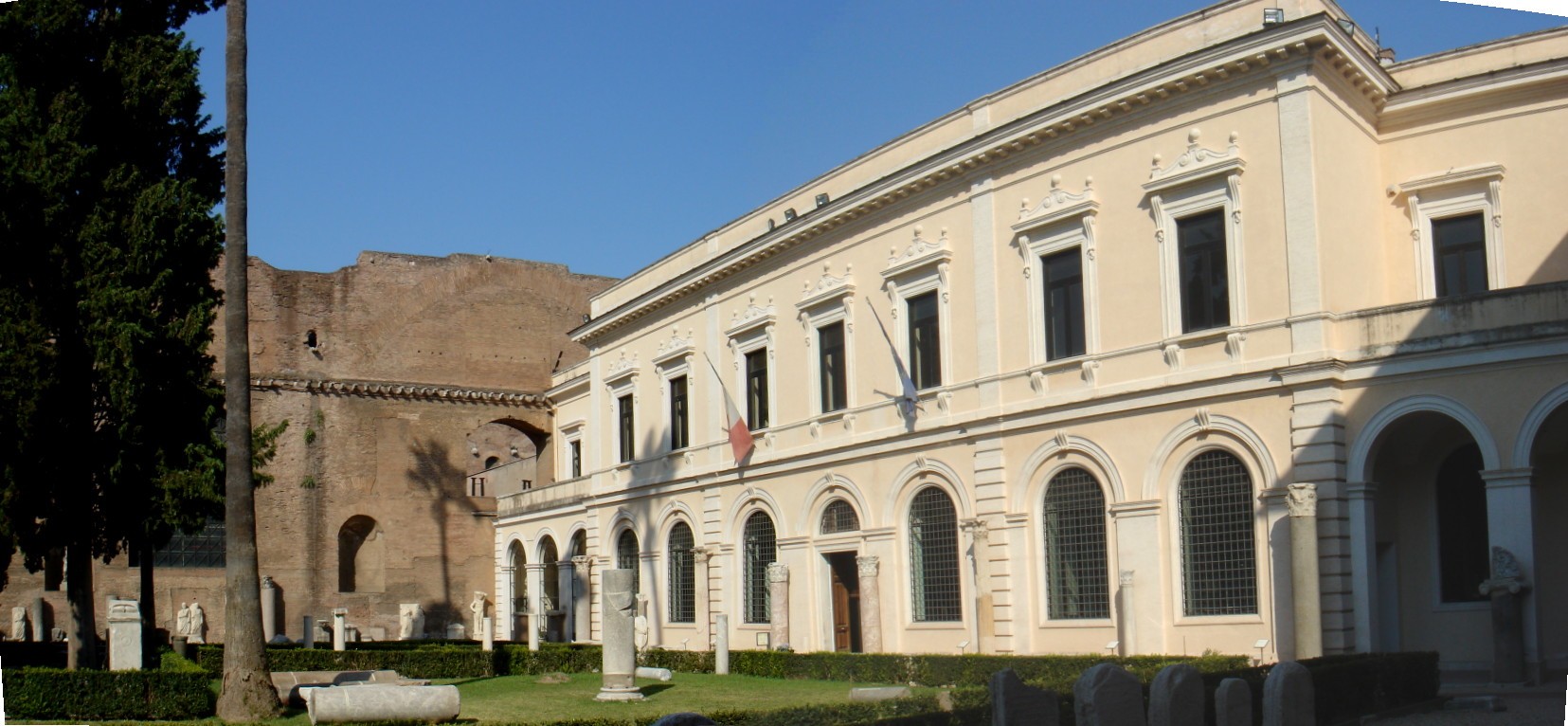
L'ingresso storico del museo, alle Terme di Diocleziano, i cui imponenti resti si vedono sullo sfondo

Il museo venne istituito con legge del 7 marzo 1889 e inaugurato l'anno successivo; il suo scopo era raccogliere le antichità romane della città, datate tra il V secolo a.C. e il III secolo d.C.
Vi confluirono le collezioni archeologiche romane di raccolte pre-esistenti, come il Museo kircheriano, il primo Antiquarium del Palatino e il Museo Tiberino (allestito nel 1879 in Via della Lungara e chiuso già nel 1880), oltre ai numerosi reperti che si andavano scoprendo nella città in seguito alle trasformazioni urbanistiche determinate dal suo nuovo ruolo di capitale del Regno d'Italia.
La prima sede fu stabilita negli ambienti del grande chiostro michelangiolesco del monastero della Basilica di Santa Maria degli Angeli e dei Martiri, costruito a partire dal Cinquecento nelle terme di Diocleziano. Un più radicale ampliamento della sede delle terme si ebbe agli inizi del XX secolo, in occasione dell'Esposizione nazionale del 1911 e dell'acquisizione del nucleo principale della collezione Ludovisi. L'allestimento storico fu completato negli anni 1930.
Un nuovo riordino del museo fu finanziato con la legge speciale per le antichità di Roma del 1981, che rese possibile l'acquisizione di Palazzo Massimo alle Terme, Palazzo Altemps e Crypta Balbi.
Negli anni 1990 fu avviata una radicale trasformazione che suddivise le opere tra le varie sedi. Nel 1991 iniziarono ad essere esposte a rotazione alcune sculture antiche nell'Aula ottagona delle Terme di Diocleziano. Agli inizi del XXI secolo fu inaugurata la sede di Crypta Balbi e il medagliere del museo fu trasferito nei sotterranei di Palazzo Massimo.
Nel 2016 il MNR si è vista riconosciuta l'autonomia speciale dal Ministero della cultura; in base al medesimo decreto, inoltre, è stata confermata la suddivisione del museo nelle sue quattro sedi (pertanto da allora è stato stabilito definitivamente che l'Antiquarium del Palatino non pertiene al Museo Nazionale Romano bensì al Parco archeologico del Colosseo).
A giugno 2022 nell'Aula ottagona è stato inaugurato il Museo dell'arte salvata, ove sono esposti, a rotazione, reperti scavati o espatriati illegalmente e successivamente riacquisiti dallo Stato italiano.

## Sedi

### Terme di Diocleziano

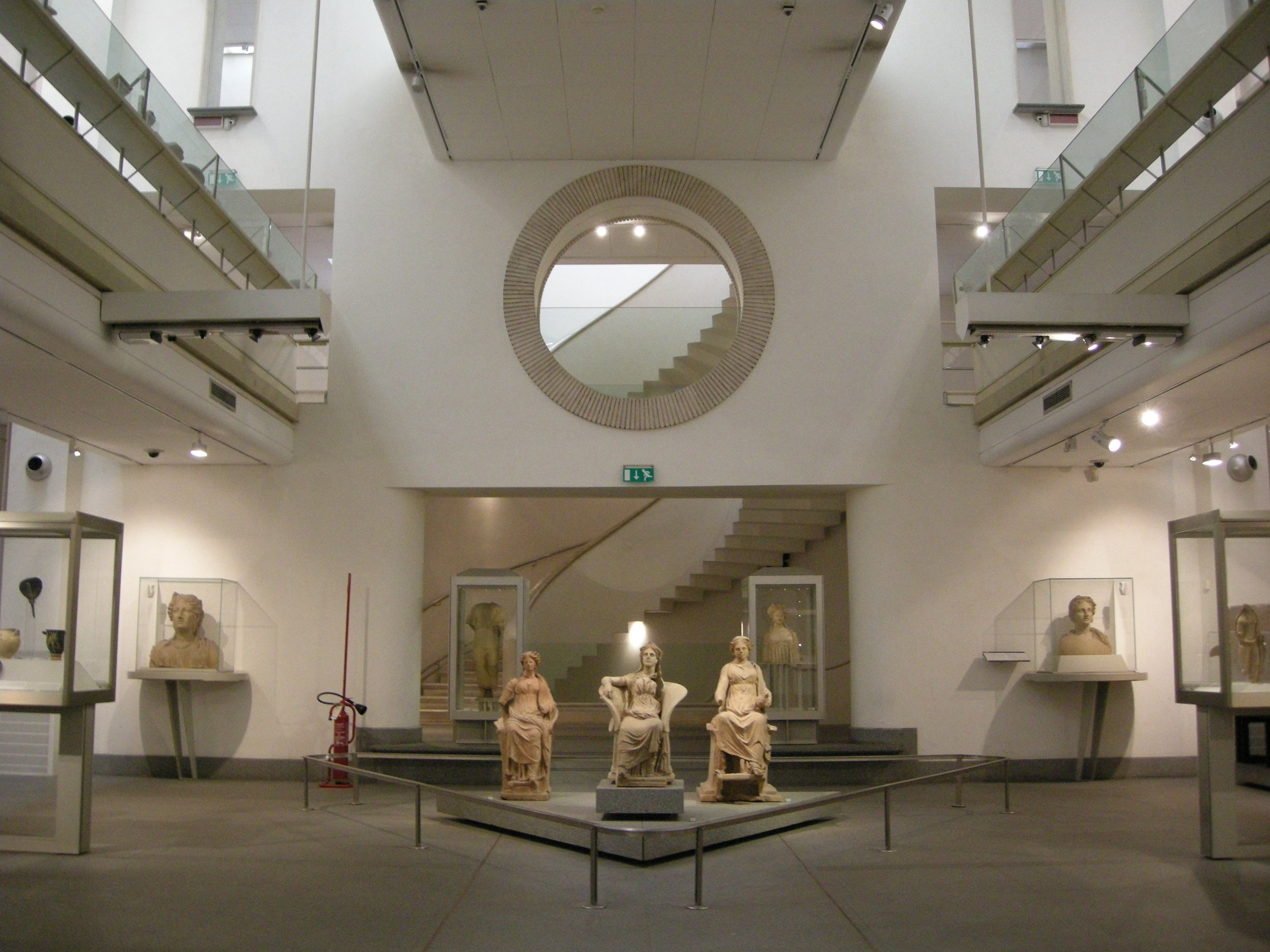
Museo Nazionale Romano: interno nella sede delle Terme di Diocleziano.

La sede storica sorge nei resti delle antiche Terme di Diocleziano, costruite tra il 298 ed il 305/6 d.C. nella zona orientale della città di Roma, tra i colli Quirinale e Viminale. L'area si estendeva in origine su ben 13 ettari. Il complesso termale, una volta che furono tagliati gli approvvigionamenti degli acquedotti durante la guerra gotica (attorno al 538 d.C.), fu abbandonato e subì continue spoliazioni.
All'interno delle antiche terme sorse un monastero di Certosini sotto Papa Pio IV (dal 1561); in seguito Michelangelo Buonarroti (1561) e poi Luigi Vanvitelli (1749) realizzarono la Basilica di Santa Maria degli Angeli e dei Martiri.
La sede delle terme comprende attualmente sculture e materiali funerari o di arredo (giardini esterni, il "Giardino dei Cinquecento" e l'"androne", il "Chiostro di Michelangelo), la "sezione epigrafica", nelle sale precedentemente destinate ai capolavori, e la "sezione protostorica", al primo piano del chiostro. Le antiche sale termali tuttora conservate sono utilizzate prevalentemente per esposizioni temporanee, in attesa di un definitivo allestimento per i reperti di alcuni importanti scavi urbani.

#### Opere esposte
Tra i reperti e le opere esposte si possono ammirare:
- Ritratto di Vespasiano;
- Ritratto di Adriano;
- Ritratto di Gordiano III;
- Ritratto di Gallieno;
- Sarcofago di Iulius Achilleus;
- reperti provenienti dal ritrovamento della fonte di Anna Perenna.

Dal 1913 al 2008 vi fu esposta anche la Venere di Cirene.

### Palazzo Massimo alle Terme

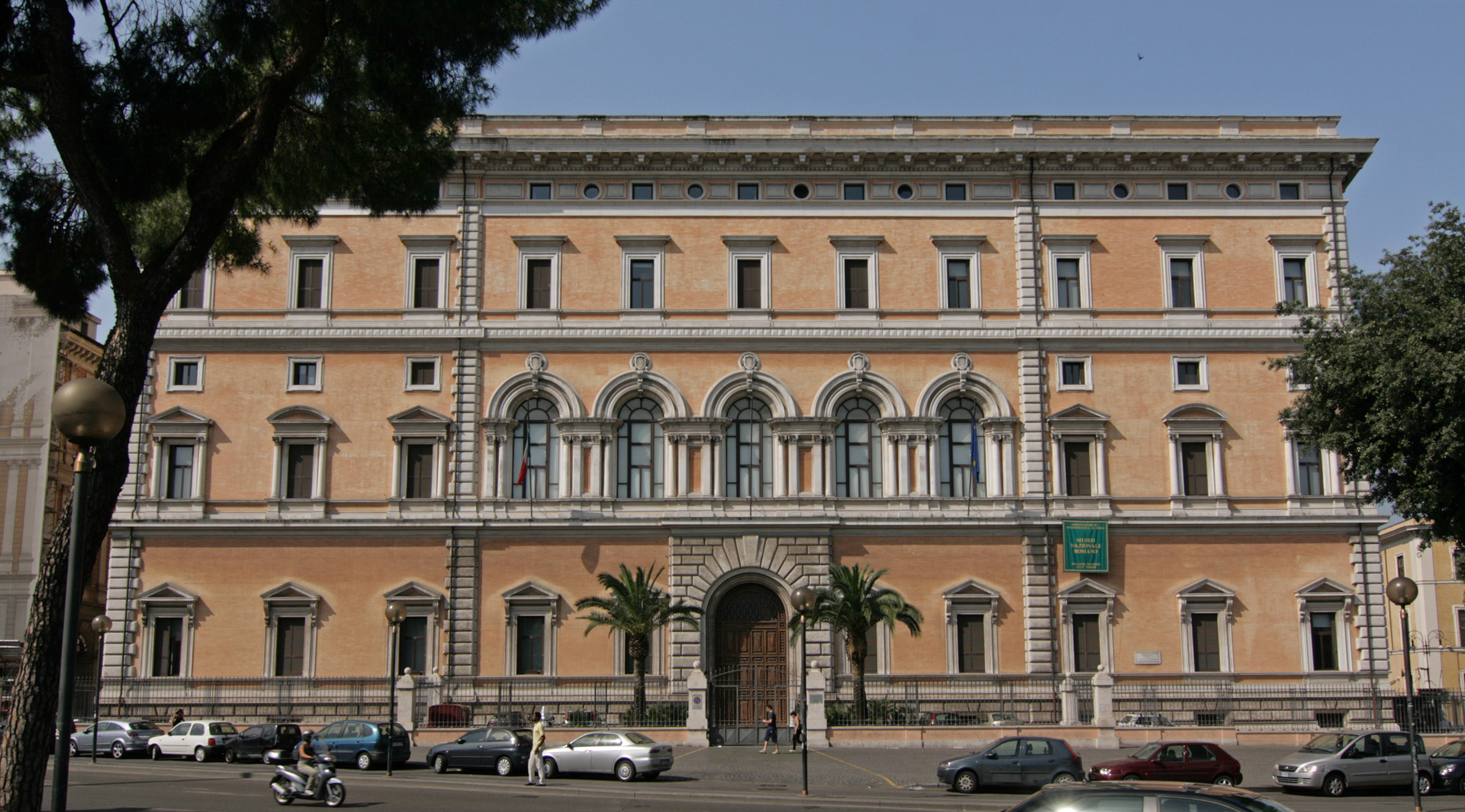
Museo Nazionale Romano: la sede di Palazzo Massimo

Il palazzo fu ricostruito tra il 1883 e il 1886 dall'architetto Camillo Pistrucci sulla villa Montalto Peretti, come sede per il collegio per i Gesuiti. Dopo varie vicende fu infine acquistato dallo Stato nel 1981 e restaurato.
La sede museale è stata inaugurata nel 1995 e completata nel 1998.
Ospita una "sezione di numismatica e oreficeria" sugli aspetti dell'economia romana; una "sezione di arte antica" con opere figurative di epoca tardo-repubblicana, imperiale e tardo-antica (tra cui le opere d'arte delle grandi residenze dell'ordine senatorio, con originali greci portati a Roma in epoca antica); quest'ultima sezione è integrata dalle rappresentazioni artistiche contenute nei palazzi imperiali, presenti in parte nell'Antiquarium del Palatino.

#### Piano terra
Il pianterreno ospita capolavori dell'arte romana, dalla tarda età repubblicana (con opere appartenute alle classi dirigenti del II-I secolo a.C.), all'epoca della dinastia Giulio-Claudia. Subito dopo la biglietteria si incontra una colossale statua di divinità femminile seduta. Essa proviene dalle pendici dell'Aventino ed è composta da numerose tipologie di marmi colorati antichi, secondo una tecnica molto apprezzata dagli scultori romani. Questa statua è di età augustea ed è stata restaurata come Minerva, dove il viso è stato rifatto in gesso con le sembianze di dell'Atena Carpegna. Secondo recenti studi sembra però che la statua raffigurasse Magna Mater-Cibele, un'antica divinità anatolica, il cui principale centro di culto era Pessinunte in Frigia e che, a partire dalla seconda guerra punica, iniziò a proteggere i romani. Secondo gli oracoli dei Libri Sibillini, l'introduzione del culto della Magna Mater fu una condizione indispensabile per raggiungere finalmente la cacciata del nemico cartaginese dall'Italia. Nell'aprile 204 a.C. la pietra nera di Pessinunte giunse a Ostia e venne consegnata a Publio Cornelio Scipione Nasica, cugino di Publio Scipione e figlio di Gneo Scipione.
| Planimetria del piano terra del Museo nazionale romano di palazzo Massimo                                  |
| --- |
| Galleria I Sala I Sala II Sala III Sala IV Sala V G a ll e ri a II Galleria III Sala VI Sala VII Sala VIII |

#### Piano primo
Al primo piano si giunge da un ampio scalone dove sono esposte in alcune nicchie le statue (copie o rielaborazioni da originali greci) delle più importanti divinità della religione romano-greca di provenienza dalle ville laziali: Giove, Apollo, Dionisio e Atena.
Sono esposti i capolavori della statuaria romana, dall'età dei Flavi alla tarda antichità, oltre a numerosi sarcofagi, pagani e cristiani, tra cui ricordiamo il sarcofago di Portonaccio. In un grande salone è riproposto l'antico "salone dei capolavori" del Museo delle Terme" in cui sono esposte alcune importanti opere sulla scultura "ideale", utilizzata come prezioso arredo di ville dell'aristocrazia romana, come l'Afrodite accovacciata, due copie del Discobolo e alcuni originali greci (tra cui la Fanciulla di Anzio).
| Planimetria del piano primo del Museo nazionale romano di palazzo Massimo                                                                        |
| --- |
| Sala I Sala II Sala III Sala IV G a ll e ri a I Sala V Sala VI Sala VII Sala VIII Sala IX Sala X Galleria II Sala XI Sala XII Sala XIII Sala XIV |

#### Piano secondo
Il secondo piano ospita gli affreschi del ninfeo sotterraneo della villa di Livia "ad Gallinas Albas", località presso Prima Porta, appartenuta a Livia Drusilla, imperatrice moglie di Augusto: un trompe-l'œil che riproduce un giardino con alberi da frutto e uccelli sui quattro lati.
Nelle altre sale vi sono una serie di mosaici, parietali e pavimentali, megalografie tardo-imperiali, i pannelli con pompa circensis e "Ila rapito dalle ninfe" provenienti dalla cosiddetta basilica di Giunio Basso, gli affreschi provenienti dal "porto fluviale di San Paolo" e la sezione degli affreschi ritrovati nei locali ipogei della "villa o casa della Farnesina" (poiché ubicata in quelli che erano i giardini della Villa Farnesina costruita da Baldassarre Peruzzi per Agostino Chigi e successivamente sbancati, a fine Ottocento, per permettere l'apertura del Lungotevere). Gli ambienti affrescati sono stati recentemente restaurati, riallestiti e inaugurati il 30 giugno 2010.
Presso la sede di Palazzo Massimo alle Terme, al terzo piano è conservato un pavimento a mosaico di epoca romana la cui datazione è collocabile fra il I secolo a.C. ed il I secolo d.C.. Al centro è presente un motivo geometrico con un cesto di frutta, tra cui sembrerebbe trovarsi un ananas, con il tipico colore, la caratteristica infiorescenza a spiga e le scaglie. La presenza di questo frutto originario dell’America tropicale e giunto in Europa solo dopo i viaggi di Cristoforo Colombo, ha creato molta curiosità e ipotesi poco credibili, anche se la spiegazione è in realtà molto facile: potrebbe semplicemente trattarsi di una pigna.

#### Piano interrato
Ospita il medagliere del museo, con una sezione dedicata all'oreficeria e una ricca collezione di antiche monete romane (in parte appartenuta a re Vittorio Emanuele III di Savoia, noto appassionato di numismatica).
Vi si conservano anche le probabili insegne imperiali di Massenzio, rinvenute nel 2005 alle pendici nord-orientali del Palatino, e la mummia di una bambina di circa otto anni, la cosiddetta mummia di Grottarossa, risalente al II secolo d.C. circa; ritrovata sulla via Cassia all'interno di un sarcofago assieme al suo corredo funerario, anch'esso esposto; è l'unica mummia di età romana mai rinvenuta.

### Palazzo Altemps

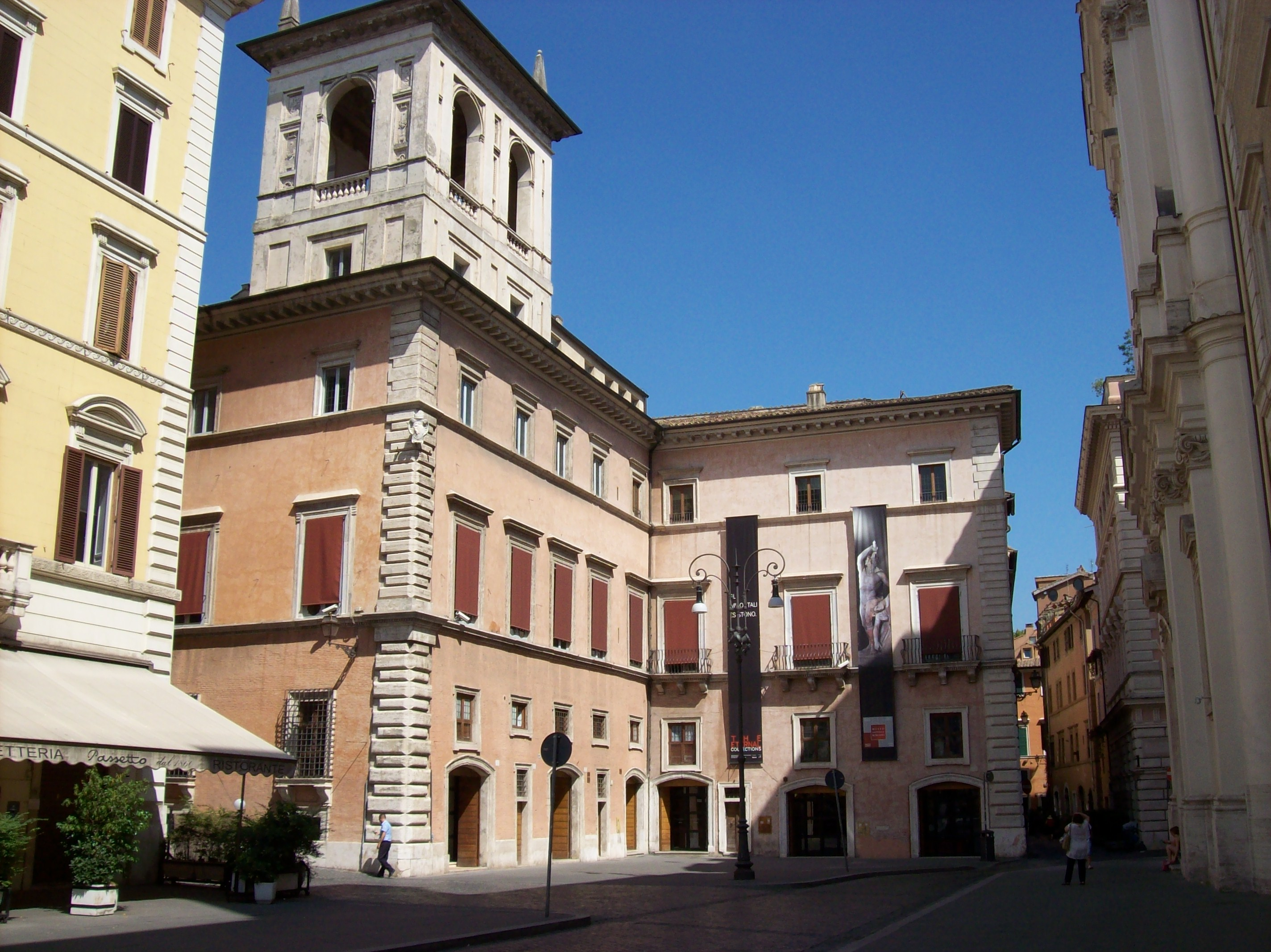
Museo Nazionale Romano: ingresso della sede di Palazzo Altemps

Il palazzo, costruito nel XV secolo dalla famiglia Riario e rinnovato nel XVI secolo per il cardinale Marco Sittico Altemps da Martino Longhi, fu acquistato dallo Stato nel 1982 ed inaugurato nel 1997. Ospita la sezione di "storia del collezionismo" (sculture delle collezioni Boncompagni-Ludovisi, Mattei, Altemps e Del Drago) e la "raccolta egizia" con opere provenienti dai santuari delle divinità orientali.
Il palazzo comprende anche l'antico teatro privato, attualmente spazio adibito ad esposizioni temporanee, e la chiesa di Sant'Aniceto. Negli spazi aperti al pubblico sono evidenziate anche le tracce dell'evoluzione architettonica e decorativa del palazzo.

#### Opere principali
- Galata suicida;
- Trono Ludovisi;
- Sarcofago Ludovisi;
- Acrolito Ludovisi;
- Era Ludovisi;
- Ares Ludovisi.

#### Galleria d'immagini

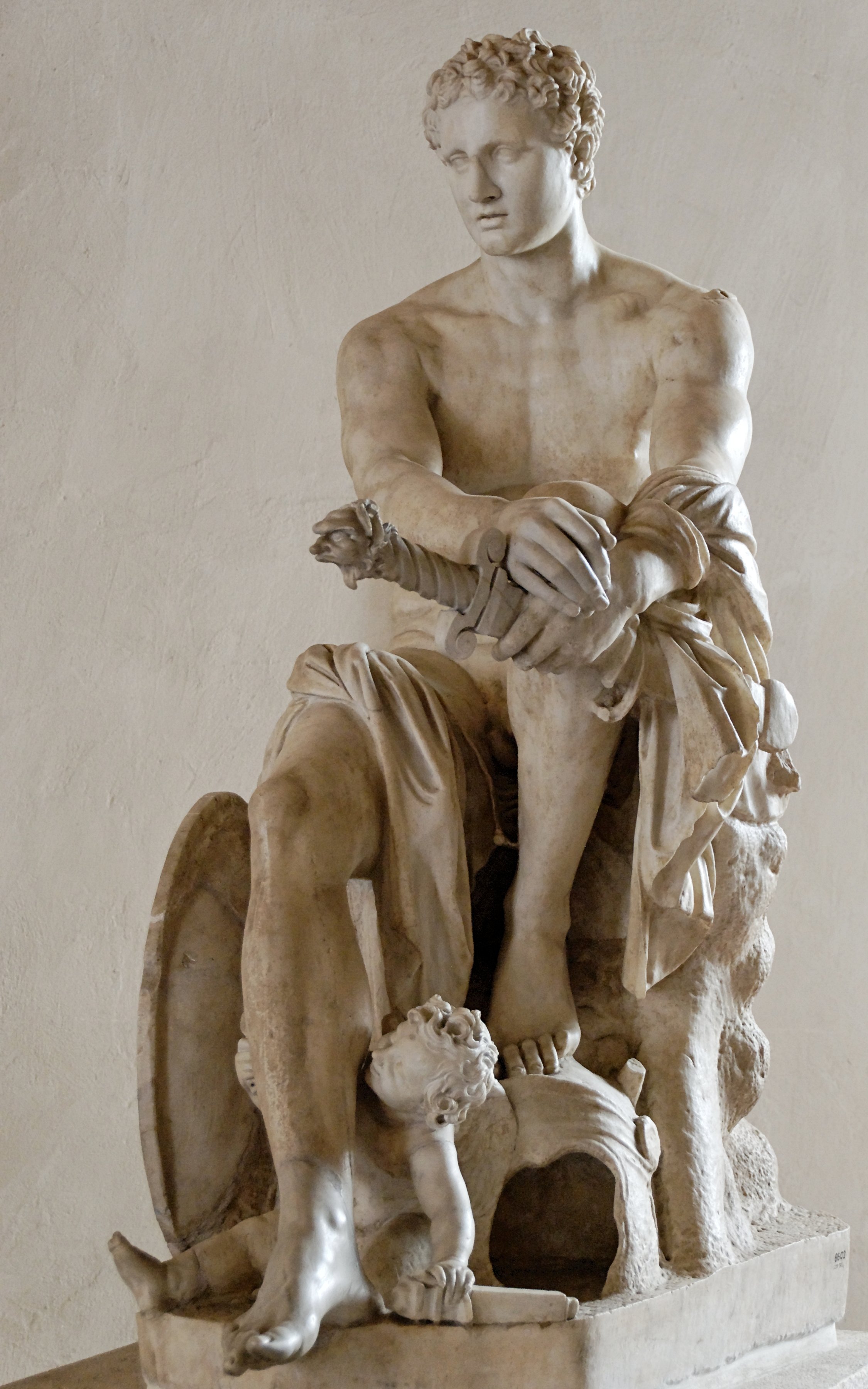
Ares Ludovisi
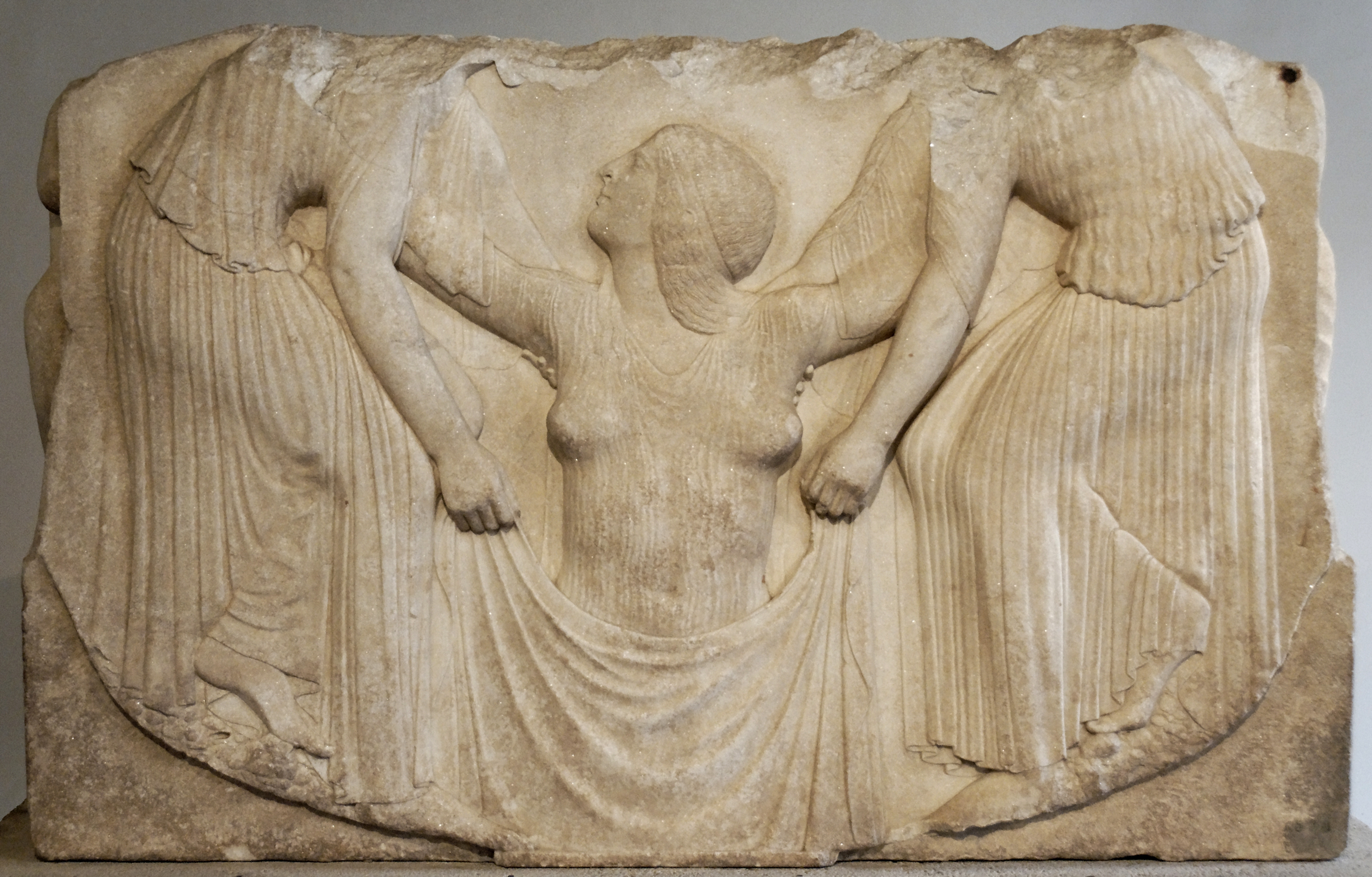
Il Trono Ludovisi a Palazzo Altemps

### Crypta Balbi

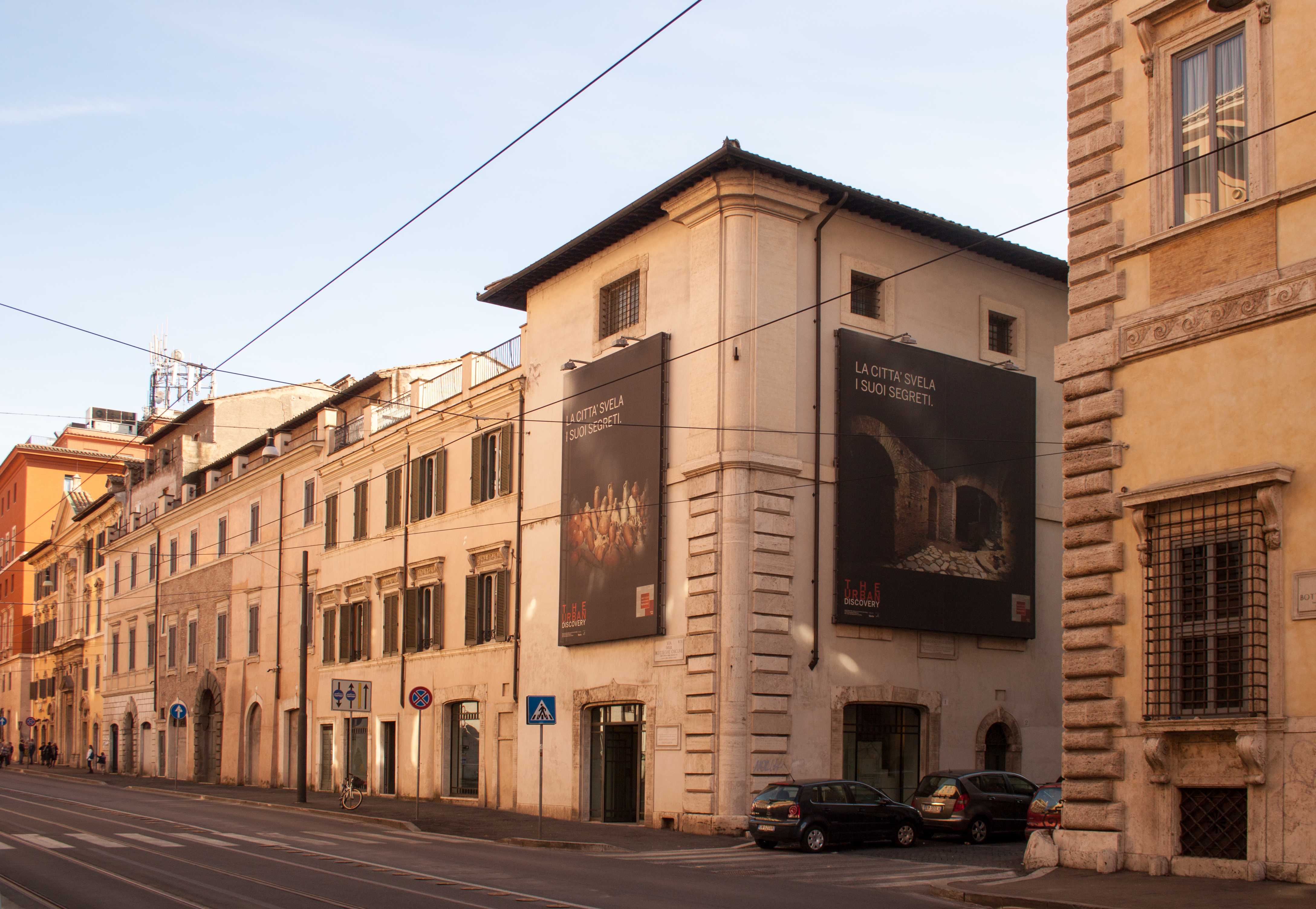
Museo Nazionale Romano: ingresso della sede alla Crypta Balbi

La sede museale fa parte di un vasto complesso di edifici (le chiese di Santa Caterina dei Funari e San Stanislao dei Polacchi, circa 7000 m² con un patrimonio edilizio di circa 40.000 metri cubi) acquisito dallo Stato nel 1981 e che sorge, a sua volta, sul cortile porticato annesso al teatro di Balbo, fatto costruire da Lucio Cornelio Balbo nel 13 a.C., la Crypta Balbi, appunto.
È anche sede del Laboratorio archeologico per le attività di restauro, archivio, analisi e studio.
Fu inaugurato nel 2001, ed ospita in alcune sale restaurate dell'isolato urbano costruito sopra l'antico edificio romano, un quadriportico alle spalle del teatro di Lucio Cornelio Balbo. Nella prima sezione ("Archeologia e storia di un paesaggio urbano") vengono presentati i risultati degli scavi archeologici condotti a partire dal 1981 nel complesso edilizio, compresi i resti antichi messi in luce.
Una seconda sezione ("La città di Roma dall'antichità al medioevo. Archeologia e storia") illustra la vita e le trasformazioni della città tra il V e il X secolo.

#### Galleria d'immagini

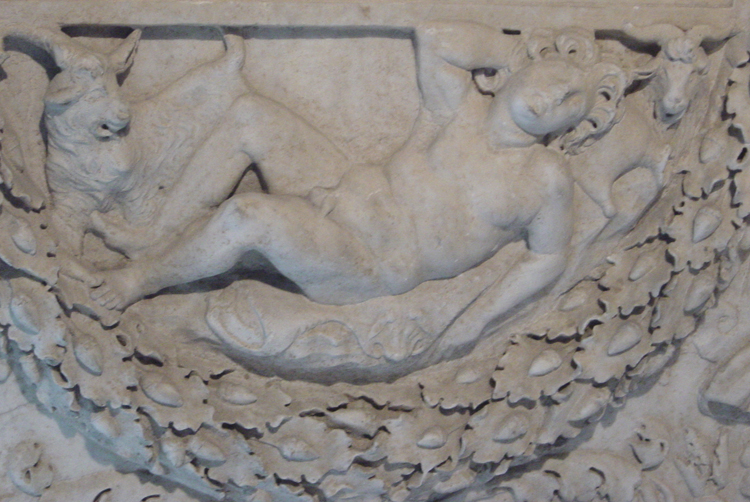
Ara del pastore dormiente (Crypta Balbi)

### Visitatori/introiti
Nel 2013 è risultato il ventunesimo sito statale italiano più visitato, con 247.795 visitatori e un introito lordo totale di 909.016,50 Euro. Nel 2015 il numero dei visitatori è aumentato a 356.345 ed è risultato il quindicesimo sito statale italiano.
In accordo con i dati dell'ufficio statistico dei beni culturali italiani il movimento di visitatori registrato fra il 1998 e il 2015 è stato il seguente:
| ANNO | VISITATORI TOTALI | INTROITI LORDI | PREZZO MEDIO ENTRATA |
| ---- | ----------------- | -------------- | -------------------- |
| 2015 | 356.345           | n.d.           | n.d.                 |
| 2014 | 301.325           | 1044220 €      | 3,465 €              |
| 2013 | 247.796           | 909016,50 €    | 3,668 €              |
| 2008 | 251.535           | 924136,50 €    | 3,673 €              |
| 2003 | 262.380           | 664373,00 €    | 2,532 €              |
| 1998 | 342.548           | 1033835,00 €   | 3,018 €              |

## Collegamenti
Terme di Diocleziano e Palazzo Massimo sono raggiungibili dalle stazioni Termini e Repubblica.